# Ctenotus alleni
Ctenotus alleni är en ödleart som beskrevs av Storr 1974. Ctenotus alleni ingår i släktet Ctenotus och familjen skinkar. Inga underarter finns listade i Catalogue of Life.
Arten förekommer i västra Australien. Honor lägger ägg.